# Gulnäbbad sporrhöna
Gulnäbbad sporrhöna (Pternistis icterorhynchus) är en fågel i familjen fasanfåglar inom ordningen hönsfåglar.

## Utseende och läte
Gulnäbbad sporrhöna är en stor och brunaktig sporrhöna med gulorange på ben, näbb och i en bar hudfläck runt ögat. Den har vidare kraftigt streckad och fläckad hals och undersida och tydlig ansiktsteckning. Vanligaste lätet är en serie med ett antal grova "kreek".

## Utbredning och systematik
Fågeln förekommer från Centralafrikanska republiken till Sydsudan, norra Demokratiska republiken Kongo och västra Uganda. Den behandlas som monotypisk, det vill säga att den inte delas in i några underarter.

### Släktestillhörighet
Tidigare placerades den i släktet Francolinus. Flera genetiska studier visar dock att Francolinus är starkt parafyletiskt, där arterna i Pternistis står närmare  t.ex. vaktlar i Coturnix och snöhöns. Även de svenska trivialnamnen på arterna i släktet har justerats från tidigare frankoliner till sporrhöns (från engelskans spurfowl) för att bättre återspegla släktskapet.

## Levnadssätt
Gulnäbbad sporrhöna hittas i savann och gräsmarker på medelhög höjd. Den ses vanligen i par eller smågrupper.

## Status
Arten har ett stort utbredningsområde och beståndet anses stabilt. Internationella naturvårdsunionen IUCN listar den därför som livskraftig (LC).